# Anyphaena subgibba
Anyphaena subgibba är en spindelart som beskrevs av O. Pickard-Cambridge 1896. Anyphaena subgibba ingår i släktet Anyphaena och familjen spökspindlar.
Artens utbredningsområde är Guatemala. Inga underarter finns listade i Catalogue of Life.